# Ducatul de Cleves
Ducatul de Cleves (limba germană: Herzogtum Kleve; limba olandeză: Hertogdom Kleef) a fost un stat medieval din cadrul Sfântului Imperiu Roman. El era situat în partea de nord a Renaniei, pe ambele maluri ale Rinului Inferior, în jurul capitalei sale, Kleve și a orașului Wesel, fiind mărginit de posesiunile ce țineau de principii episcopali de Münster la răsărit și de ducii de Brabant în apus. Istoria sa este strâns corelată cu cea a statelor din vecinătate: ducatele de Jülich și de Berg, ca și cu Ducatul Geldern și comitatul de Mark din Westfalia.
Teritoriul ducatului acoperea aproximativ districtele Kleve (partea nordică) și Wesel și orașul Duisburg din Germania, ca și părți adiacente din provinciile Limburg, Brabantul de Nord și Gelderland din Olanda.

## Istoric
La începutul secolului al XI-lea, împăratul Henric al II-lea a încredințat administrarea pădurii imperiale din Cleves, care acoperea un larg teritoriu din jur de Kaiserpfalz din zona Nijmegen care era direct subordonată Imperiului, nobililor locali din Lotharingia Inferioară din Gelderland și Kleve. Un conte de Cleves (limba germană: Grafschaft Kleve; limba olandeză: Graafschap Kleef) a fost pentru prima dată menționat în secolul al XI-lea. În 1417, comitatul a devenit ducat. După moartea contelui Ioan din 1368, fieful a fost moștenit de către nepotul său Adolf al III-lea, conte de Mark, devenit Adolf I de Cleves. Comitatele de Cleves și Mark au fost în cele din urmă conduse în cadrul unei uniuni personale de sub Casa de La Marck, după ce fratele mai mare al lui Adolf, contele Engelbert al III-lea de Mark, murise fără urmași în 1391. Regele Sigismund al Germaniei l-a promovat pe contele Adolf al II-lea la statutul de duce (devenind Adolf I) și de principe al Sfântului Imperiu Roman în 1417.

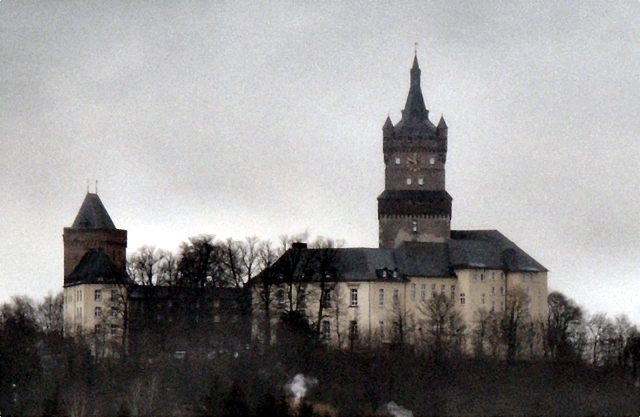
Castelul Schwanenburg din Cleves

Teritoriile Cleves-Mark au devenit una dintre cele mai importante moșii din cercul Renania Inferioară-Westfalia în 1500, aflându-se în rivalitate cu principii-episcop de Münster. În 1511, ducele Ioan al III-lea cel Pașnic, fiul ducelui Ioan al II-lea cel Pios, ca urmare a căsătoriei sale cu Maria, a moștenit ducatele de Jülich și de Berg după moartea socrului său, Wilhelm al IV-lea. Atunci când Ioan al III-lea a succedat tatălui său ca duce de Cleves în 1521, regiunile de Jülich, Berge, Cleves și Mark au constituit Ducatul de Jülich-Cleves-Berg. Fiica sa, Ana de Cleves (1515–1557) a devenit chiar regină-consortă a Angliei vreme de câteva luni în 1540, în condițiile în care fratele ei Wilhelm al V-lea, duce din 1539, s-a aflat în contradicție cu împăratul Carol Quintul asupra posesiunii asupra Geldern și, prin căsătoria surorii sale, a căutat sprijin din partea regelui Henric al VIII-lea al Angliei.
Când ultimul duce de Jülich-Cleves-Berge a murit fără urmași în 1609, a izbucnit Războiul de succesiune pentru Jülich. Teritoriile au fost în cele din urmă divizate între ducii din Casa de Wittelsbach de Palatinat-Neuburg (Jülich și Berge) și Margrafiatul Brandenburg, care a dobândit stăpânirea asupra Cleves, cu Mark și Ravensberg, în conformitate cu tratatul de la Xanten din 1614. Cu acea ocazie, margrafii din Casa de Hohenzollern au obținut o primă posesiune în Renania; în orice caz, largi părți din ducatul de Cleves au fost ocupate de Republica olandeză până la războiul franco-olandez din 1672. Încorporat în Brandenburg-Prusia de către marele elector Frederic Wilhelm I de Brandenburg în 1666 și devenit parte în Regatul Prusiei după 1701, Cleves a fost ocupat de către forțele franceze în Războiul de Șapte Ani (1757–1762).
În 1795, ducatul de Cleves de la vest de Rin și de Wesel a fost ocupat de către Franța și a devenit parte componentă din departamentul Roer. Restul ducatului a fost ocupat între 1803 și 1805 și a constituit o parte din departamentul de Yssel-Supérieur și din nou creatul Mare Ducat de Berg (după 1811, din departamentul Lippe). În 1815, după înfrângerea lui Napoleon I, ducatul a devenit parte componentă a provinciei prusace de Jülich-Cleves-Berg, care s-a unit în provinciile renane ale Prusiei în 1822. Orașele Gennep, Zevenaar și Huissen au trecut în componența Regatului Unit al Țărilor de Jos ca urmare a Congresului de pace din 1815.

## Conducătorii de Cleves

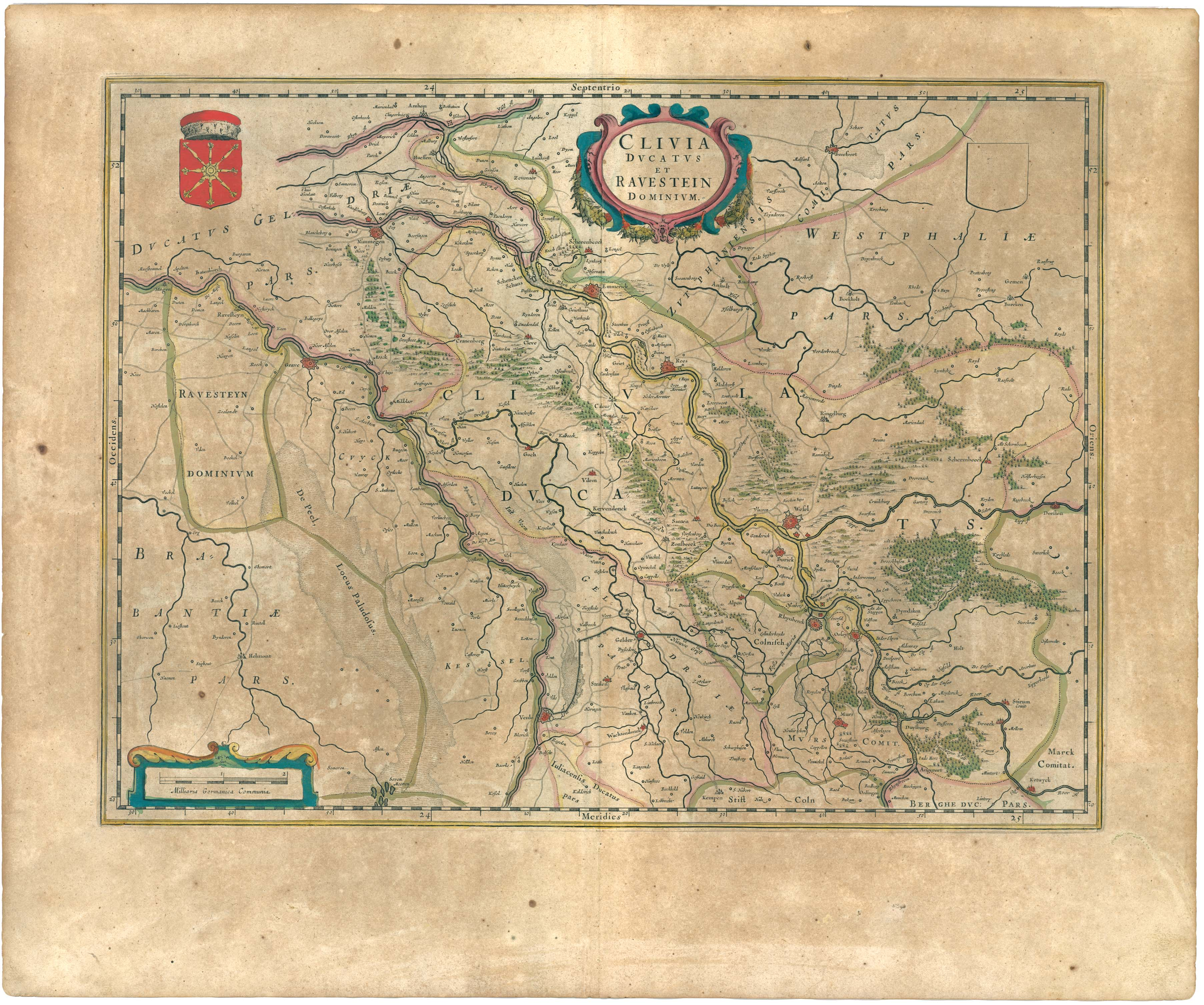
Hartă a ducatului de Jülich-Berg, din Teatrul Lumii sau un nou atlas al hărților și reprezentărilor tuturor regiunilor, editat de Willem și Joan Blaeu, 1645

### Casa de Cleves

#### Conți de Cleves
- 1092–1119 Teodoric I
- 1119–1147 Arnold I
- 1147–1172 Teodoric al II-lea
- 1172–1188 Teodoric al III-lea
- 1188–1198 Teodoric al IV-lea
- 1198–1201 Arnold al II-lea
- 1201–1260 Teodoric al V-lea
- 1260–1275 Teodoric al VI-lea
- 1275–1305 Teodoric al VII-lea
- 1305–1310 Otto
- 1310–1347 Teodoric al VIII-lea
- 1347–1368 Ioan

### Casa de La Marck

#### Conți de Cleves
- 1368–1394 Adolf I
- 1394–1448 Adolf al II-lea

#### Duci de Cleves
- 1394–1448 Adolf al II-lea, de la 1417 duce de Cleves ca Adolf I
- 1448–1481 Ioan I, tatăl contelui Engelbert de Nevers
- 1481–1521 Ioan al II-lea cel Pios
- 1521–1539 Ioan al III-lea cel Pașnic, devenit după 1511 duce de Jülich, duce de Berg și conte de Ravensberg
- 1539–1592 Wilhelm cel Bogat, devenit din 1528 senior de Ravenstein
- 1592–1609 Ioan Wilhelm